# Дисклавир
Ди́склавир (от англ. Disklavier) — марка клавишных музыкальных инструментов, принадлежащая компании Yamaha. Первый дисклавир появился на свет в 1982 году.

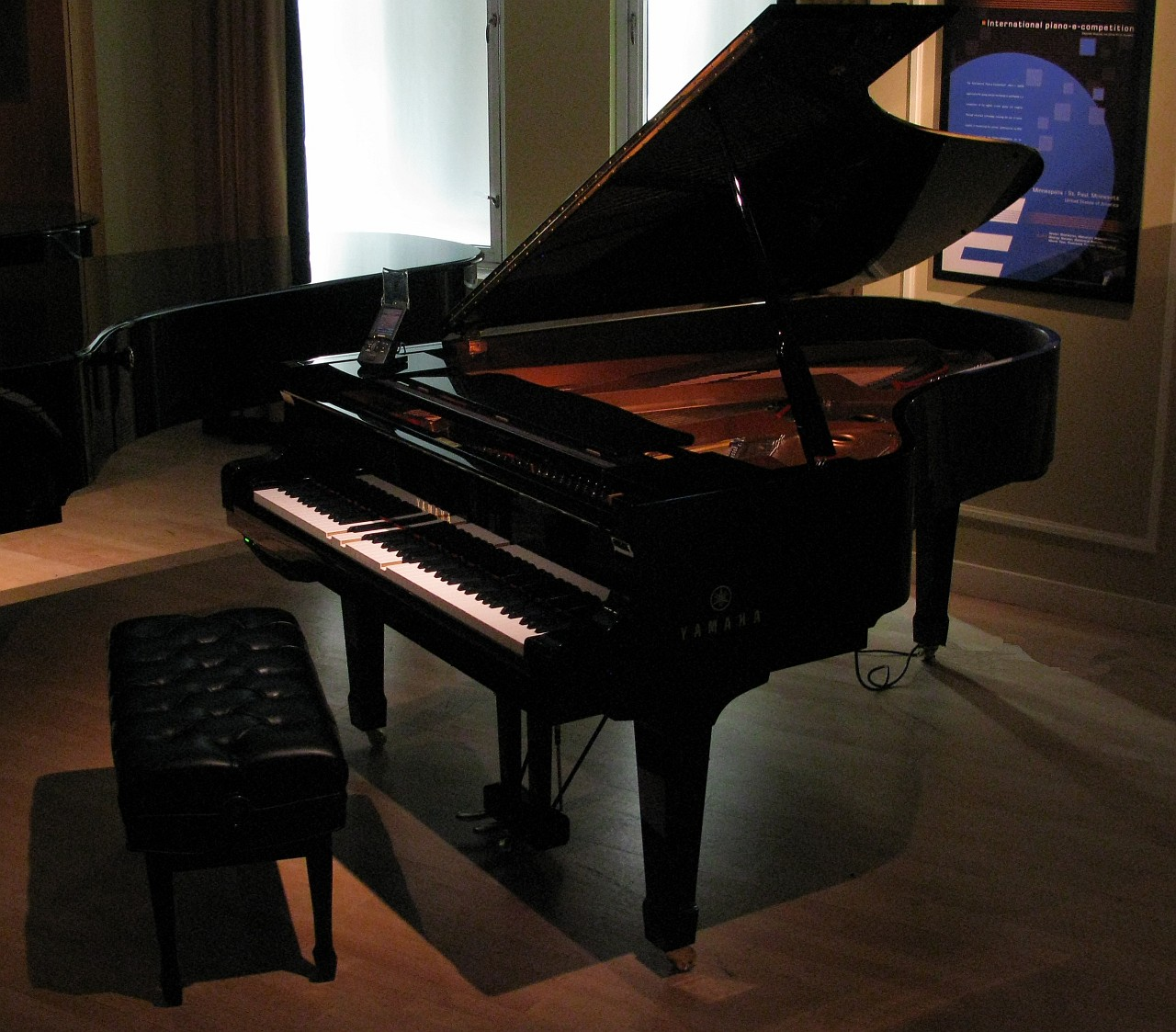
Рояль Yamaha Disklavier в действии

По своей сути дисклавир является современным фортепиано, который с помощью электромеханических соленоидов и оптических датчиков, подключённых к светодиодам, позволяет приводить в движение механические части инструмента (клавиши, педали) и воспроизводить музыкальные композиции без участия человека в виде живого звука. Большинство моделей основано на реальных акустических фортепиано и специально были спроектированы так, чтобы сенсоры и электромеханические элементы не мешали и никак не влияли на звук при обычной игре на инструменте. Они могут хранить в своей памяти мелодии, в том числе сохранять игру выступающего пианиста. А потом с помощью этих данных воспроизводить музыку. Дисклавиры также обладают возможностью подключения к ним сторонних информационных накопителей: флоппи-диск, CD-ROM, USB и др.
Дисклавиры производятся в форме рояля и пианино. При этом они используются как начинающими пианистами, в том числе непосредственно при обучении, так и профессиональными, для которых выпускается продукция серии Disklavier Pro. По заявлениям производителей Disklavier Pro отличается от стандартных моделей возможностью более точно воспроизводить нажатие клавиш и педалей.